# Lisbon Lions
The Lisbon Lions, en français les lions de Lisbonne, est le nom donné à l’équipe du Celtic Football Club qui gagne la Coupe des clubs champions européens 1966-1967 à l’Estádio Nacional Do Jamor de Lisbonne le 25 mai 1967 en battant  le club italien de l’Inter Milan sur le score de deux buts à un. Cette victoire fait du club de Glasgow le tout premier club britannique à remporter la principale compétition de football en Europe pour les clubs.
L’équipe du Celtic qui joue la finale est composée en totalité d’Écossais. Ils ont la particularité d’être tous nés dans un rayon de 48 kilomètres autour de Glasgow, en Écosse.
Le style de jeu du Celtic est l’antithèse de celui de ses adversaires. Autant l’Inter Milan pratique alors un catenaccio très efficace, autant le Celtic a un jeu porté vers l’attaque à outrance, ressemblant au football total qui sera pratiqué quelques années plus tard par les Pays-Bas de Rinus Michels.

## Résultats européens du Celtic pour la saison 1966-1967
| Coupe des clubs champions européens 1966-1967 | Coupe des clubs champions européens 1966-1967 | Coupe des clubs champions européens 1966-1967 | Coupe des clubs champions européens 1966-1967 | Coupe des clubs champions européens 1966-1967 | Coupe des clubs champions européens 1966-1967 | Coupe des clubs champions européens 1966-1967 |
| Date                                          | Lieu                                          | Opposition                                    | Score                                         | Tour                                          | Buteurs du Celtic                             |                                               |
| --------------------------------------------- | --------------------------------------------- | --------------------------------------------- | --------------------------------------------- | --------------------------------------------- | --------------------------------------------- | --------------------------------------------- |
| 28 septembre 1966                             | Celtic Park, Glasgow                          | FC Zürich                                     | 2–0                                           | Premier tour, match aller                     | Gemmell, McBride                              |                                               |
| 5 octobre 1966                                | Letzigrund, Zurich                            | FC Zürich                                     | 3–0                                           | Premier tour, match retour                    | Gemmell (2), Chalmers                         |                                               |
| 30 novembre 1966                              | Stade Marcel Saupin, Nantes                   | FC Nantes                                     | 3–1                                           | Deuxième tour, match aller                    | McBride, Lennox, Chalmers                     |                                               |
| 7 décembre 1966                               | Celtic Park, Glasgow                          | FC Nantes                                     | 3–1                                           | Deuxième tour, match retour                   | Johnstone, Chalmers, Lennox                   |                                               |
| 1er mars 1967                                 | Stade de Voïvodine, Novi Sad                  | FK Vojvodina                                  | 0–1                                           | Quart-de-finale, match aller                  | n/a                                           |                                               |
| 8 mars 1967                                   | Celtic Park, Glasgow                          | FK Vojvodina                                  | 2–0                                           | Quart-de-finale, match retour                 | Chalmers, McNeill                             |                                               |
| 12 avril 1967                                 | Celtic Park, Glasgow                          | Dukla Prague                                  | 3–1                                           | Demi-finale, match aller                      | Johnstone, Wallace (2)                        |                                               |
| 25 avril 1967                                 | Na Julisce Stadion, Prague                    | Dukla Prague                                  | 0–0                                           | Demi-finale, match retour                     | n/a                                           |                                               |
| 25 mai 1967                                   | Estádio Nacional, Lisbonne                    | Inter Milan                                   | 2–1                                           | Finale                                        | Gemmell, Chalmers                             |                                               |

## La finale
| Entraîneur : |
| Jock Stein   |

| Entraîneur :    |
| Helenio Herrera |

| Entraîneur : |
| Jock Stein   |

| Entraîneur :    |
| Helenio Herrera |

Alessandro Mazzola ouvre le score dès la 7e minute en transformant un pénalty obtenu après une faute commise par Jim Craig sur Renato Cappellini. Les italiens se replient alors dans leur camp pour pratiquer leur célèbre défense à 11 joueurs. Durant tout le match l’Inter Milan n’obtient aucun corner et ne menace Ronnie Simpson, le gardien de but écossais, qu’à deux reprises. À l’opposé le Celtic voit deux de ses tirs heurter la transversale. Au total, le Celtic tire au but à 39 reprises, 13 sont arrêtés par Giuliano Sarti, le gardien de but interiste, 7 sont détournés et 19 ne sont pas cadrés.
À la 63e minute, Craig se rattrape après son erreur qui a provoqué en début de match le pénalty en faisant une passe décisive à Tommy Gemmell qui marque le but égalisateur pour le Celtic.
À la 83e minute du match, Gemmell exploite les espaces laissés par la défense italienne pour faire une passe à Bobby Murdoch qui tire vers le but. La frappe est détournée par Stevie Chalmers qui trompe Sarti et inscrit le but de la victoire écossaise.
« We did it by playing football. Pure, beautiful, inventive football. »
Le Celtic Glasgow est le premier club britannique et le premier club du nord de l’Europe à remporter la Coupe d’Europe des clubs champions. Il reste à l’heure actuelle le seul club écossais à être parvenu en finale de cette compétition.
En 2022, le Celtic reste la seule équipe d'Europe à avoir remporté le quadruplé composé du championnat national, de la coupe nationale, de la coupe de la ligue (qui n'est pas organisée dans tous les pays) et de la coupe d'Europe.
Le Celtic Glasgow parvient 3 ans plus tard de nouveau en finale. Le club est cette fois battu par le Feyenoord Rotterdam sur le score de deux buts à un après prolongations lors du match disputé au Stadio Giuseppe Meazza à Milan.